# Joseph Murray (chanteur)
Pour les articles homonymes, voir Joseph Murray.
 (décembre 2019).
Si vous disposez d'ouvrages ou d'articles de référence ou si vous connaissez des sites web de qualité traitant du thème abordé ici, merci de compléter l'article en donnant les références utiles à sa vérifiabilité et en les liant à la section « Notes et références ».
Joseph Murray est un chanteur originaire de Nouvelle-Zélande, membre du groupe ATC.
Né le 5 juillet 1974 à Christ Church, en Nouvelle-Zélande, il participe à son premier concours de chant à l'âge de 4 ans : « Je me souviens que j'étais debout sur la scène trop effrayé pour regarder le public, alors je regardais mes pieds tout le temps ! Je voyageais beaucoup en Nouvelle-Zélande avec ma famille quand j'étais très petit, et c'était tout à fait normal pour nous de chanter ensemble sur la route »[réf. nécessaire].
Adolescent, il entre dans un groupe de jazz, mais il réalise vite qu'il doit quitter la Nouvelle-Zélande pour une carrière plus ambitieuse. Jusqu'à sa rencontre à Hambourg de trois personnes qui formeront avec lui le groupe ATC.
Son autre passion est le théâtre.